# Wapen van Brasschaat

Het wapen van Brasschaat

Het wapen van Brasschaat werd op 11 december 1913 per ministerieel besluit aan de Antwerpse gemeente Brasschaat toegekend. Het wapen, in de vorm van alleen het schild, komt eveneens terug op de vlag van Brasschaat.

## Blazoenering
De blazoenering van het wapen luidde als volgt:
In rood, een zilveren zalm, recht gelegd, vergezeld in het hoofd van twee ruiten van 't zelfde, alles omringd van acht zoomswijze geplaatste St-Andrieskruisjes, insgelijks van zilver; het schild links gehouden door een St-Antonius aan de voeten van den heremijt liggende, insgelijks links, een geklokt varken, alles van zilver.
Op een rood schild is een zilveren zalm afgebeeld met daarboven twee zilveren ruiten, omzoomd door acht zilveren Andreaskruisen. Achter het schild staat de heilige Antonius als schildhouder. Voor hem, maar achter het schild, staat een van zijn attributen: een varken, met een bel om de nek. Zowel de heilige als het varken zijn zilverkleurig. Niet vermeld is dat de heilige het schild vasthoudt met een zilveren lint.

## Herkomst
Het wapen is een combinatie van drie verschillende familiewapens. De families - de heren van Breda, De Lalaing en Salm-Salm - zijn allen heersers van de heerlijkheid Ekeren geweest. Van Breda komen de Andreaskruisen, van De Lalaing komen de twee ruiten en van Salm-Salm komt de zalm. 
De Vlaamse Heraldische Raad heeft in 1999 voorgesteld om het wapen van de familie Salm-Salm als gemeentewapen aan te nemen, maar met behoud van Sint Antonius als schildhouder. De gemeente is niet op dit voorstel in gegaan, hierdoor zijn het wapen en de vlag gelijk gebleven.

## Overeenkomstige wapens
Het wapen van Brasschaat bestaat uit drie familiewapens en komt overeen met meerdere andere wapens, waaronder:

Wapen van Breda
Het wapen van het huis Lalaing
Het wapen van Simon van Lalaing
Wapen van Jaques van Lalaing in het wapenboek van de Orde van het Gulden Vlies.
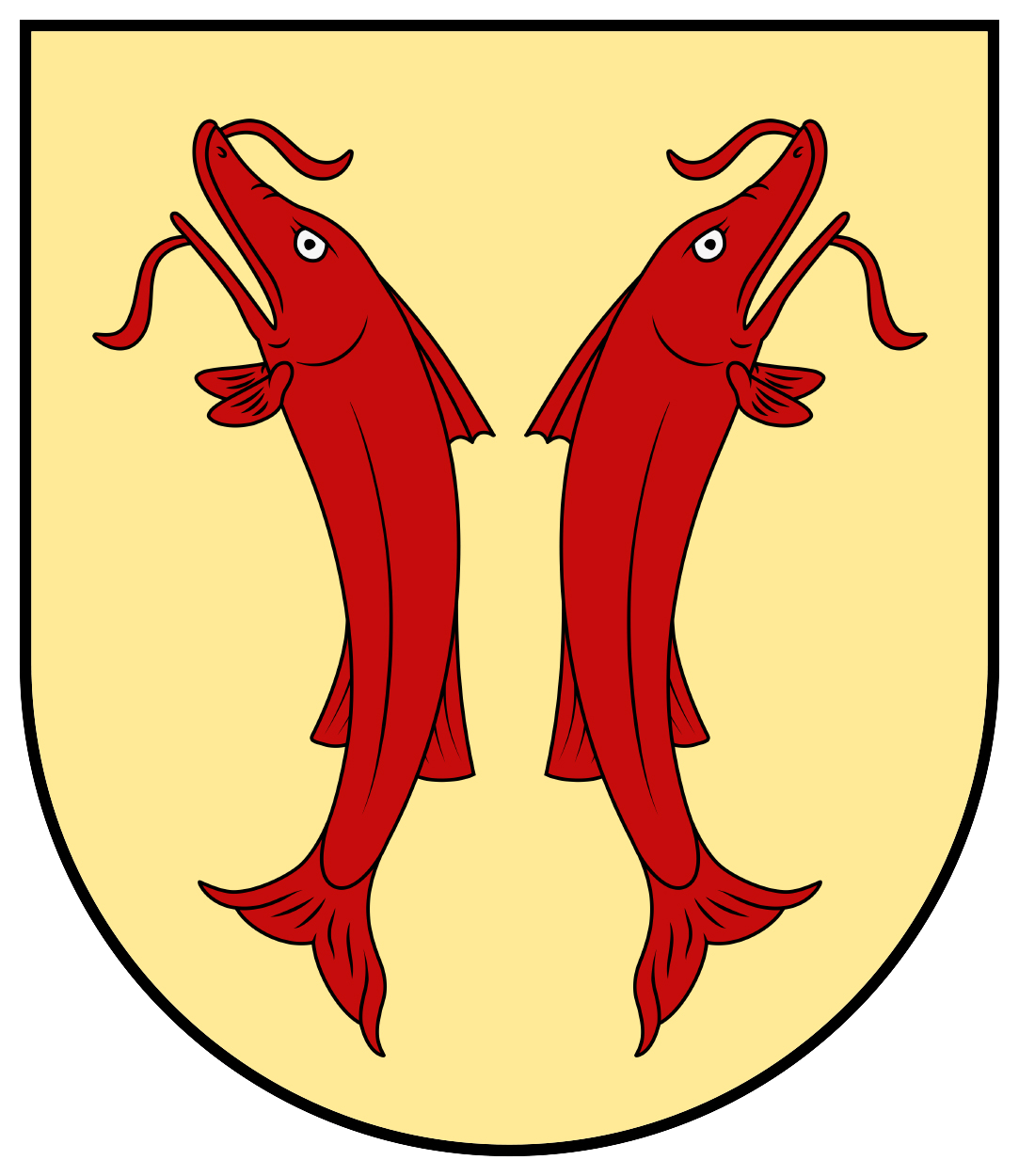
Het wapen van het Land van Altena